# Gressan
Gressan egy község Olaszországban, Valle d’Aosta régióban.

## Híres gressaniak
Maturino Blanchet (1892–1974), Aosta püspöke (1946–1968)

## Elhelyezkedése

Gressan község Valle d'Aosta térképén

A vele szomszédos települések: Aosta, Aymavilles, Charvensod, Cogne, Jovençan és Sarre .